# جواد نظری فتح‌آبادی
جواد نظری فتح‌آبادی (زادهٔ ۱۳۶۶ – درگذشتهٔ ۲۴ آبان ۱۳۹۸) یکی از کشته‌شدگان اعتراضات آبان ۱۳۹۸ ایران بود. او نخستین فردِ کشته‌شده در این اعتراضات بود که نامش رسانه‌ای شد.

## زندگی
جواد (روح‌الله) نظری فتح‌آبادی، در سال ۱۳۶۶ متولد شد. او اهل سیرجان در استان کرمان بود و پدرِ ۳ فرزند بود. جواد نظری فتح‌آبادی کارگر کابینت ساز بود. وی، دو عمو و یکی از دایی‌های خود را در جنگ ایران و عراق از دست داده بود.

## کشته شدن
جواد نظری فتح‌آبادی، شامگاه جمعه ۲۴ آبان ۱۳۹۸ در نخستین روز از اعتراضات مردمی به افزایش قیمت بنزین، در سیرجان، هنگامی که از محل کار به خانه بازمی‌گشت، مورد هدف تیراندازی از ناحیهٔ جمجمه، توسط مأموران امنیتی قرار گرفت و جان‌باخت. به نقل از برخی منابع محلی، وی توسط محافظ فرماندار سیرجان مورد هدف قرار گرفت و کشته شد.

## حواشی
- جواد نظری فتح‌آبادی نخستین معترضِ کشته‌شده در اعتراضات آبان ۱۳۹۸ ایران بود که نامش در رسانه‌ها منتشر شد.[۳][۱۳]
- خانوادهٔ نظری فتح‌آبادی، به‌وسیلهٔ ویدئوی منتشر شده در فضای مجازی از جان‌باختن فرزندشان مطلع شدند.[۱۱]
- پیکر جواد نظری فتح‌آبادی، سه روز پس از جان‌باختن به خانواده تحویل شد و گوشی تلفن همراهش را توقیف کردند.[۱۱]
- به خانواده اعلام کردند که جواد نظری فتح‌آبادی هنگام بالا رفتن از دیوار شرکت نفت مورد هدف نیروهای امنیتی قرار گرفته‌است. هیچ سند یا مدرکی برای این موضوع ارائه نشد.[۱۱]
- محمد محمودآبادی، سرپرست فرمانداری سیرجان نخستین کسی بود که کشته شدن یک نفر در سیرجان را تأیید کرد.[۱۵][۱۶][۱۷]
- فیلم پیکر مملو از خونِ جواد نظری فتح‌آبادی، در حالی‌که گلوله به سرش برخورد کرده بود، به سرعت در فضای مجازی منتشر شد.[۱۲][۳]
- در آذر ۱۳۹۸، گروهی از معترضان، متنی نوشتند و با نامِ «کمیتهٔ جواد نظری فتح‌آبادی» امضا و منتشر کردند.[۱۸][۱۹]